# Lopé-Okanda
Lopé-Okanda je jedinstven krajolik koji se nalazi u gabonskim pokrajinama Ogooué-Ivindo i Ogooué-Lolo. On predstavlja neobičnu interakciju dobro sačuvane tropske kišne šume i reliktnog savanskog područja velike bioraznolikosti živih vrsta, uključujući jako ugrožene velike sisavce i ljudska naselja. Pored toga, ovaj lokalitet predstavlja ekološke i biološke procese nastajanja vrsta i prilagodbe obitavalištu tijekom posljednjeg ledenog doba (prije oko 15.000 godina). 
Tu se nalaze ostaci nekoliko različitih naroda (poput gradina, špilja i naseobina, dokaza metalurgije i oko 1.800 petroglifa) koji su u različito doba naseljavali ovo područje. Paleolitski, neolitski i arheološki lokaliteti iz metalnog doba predstavljaju glavni put seobe Bantu, i drugih, naroda iz Zapadne Afrike dolinom rijeke Ogooué prema sjeveru i plodnim šumovitim dolinama Kongoa; te dalje prema srednjo-istočnoj i južnoj Africi, što je naposljetku dovelo do razvoja cijele podsaharske Afrike. Zbog toga je ekosustav i reliktni kulturni krajolik Lopé-Okanda 2007. godine upisan na UNESCO-ov popis mjesta svjetske baštine u Africi.
Unutar 491.291 hektara ovog zaštićenog područja nalazi se Nacionalni park Lopé osnovan 1946. godine. U njemu, na rubu kišne šume, nalazi se malena istraživačka postaja u selu Mikongo kojom upravlja Zoološko društvo iz Londona (Zoological Society London). Tu se često smještaju turisti prilikom posjeta nacionalnom parku.